# Tomelilla kyrka
Tomelilla kyrka är en kyrkobyggnad i Tomelilla. Den är församlingskyrka i Tomelillabygdens församling i Lunds stift.

## Kyrkobyggnaden
År 1908 uppfördes ett gravkapell i Tomelilla efter ritningar av arkitekt Alfred Arwidius. Vid den tiden hörde Tomelilla till Tryde församling, men man ansåg sig behöva ett kapell centralt i Tomelilla. År 1926 när Tomelilla blev egen församling bygges kapellet delvis om och blev församlingskyrka. En renovering genomfördes 1958 under ledning av domkyrkoarkitekt Eiler Græbe. Ännu en renovering genomfördes under första halvan av 1970-talet under ledning av arkitekt Torsten Leon-Nilson. Korfönstren och ett par fönster i långhuset försågs med glasmålningar av konstnären Martin Sjöblom från Skepparp. Glasmålningarna skildrar händelser från Jesu liv.
Kyrkan har en nord-sydlig orientering med torn och ingång i norr. Stommen och fasaderna är av tegel. Torn, långhus och kor har alla sadeltak som är täckta med taktegel.

## Inventarier
- Dopfunten av Höörsandsten är tillverkad av stenhuggarmästaren Eric Johansson i Dalby efter ritningar av Torsten Leon-Nilson. Funten skänktes till kyrkan år 1974. Tillhörande dopfat av silver är tillverkat av M. Lysell i Trelleborg efter ritningar av arkitekt Einar Lundberg.
- Kyrkklockan av malm är gjuten 1928 av M & O Ohlsson i Ystad.
- Blockaltaret är byggt 1973 efter ritningar av Torsten Leon Nilson.
- Altartavlan är målad av Malmökonstnären Henning Malmström och har motivet Jesus i Getsemane.

### Orgel
- Orgeln med elva stämmor är tillverkad 1959 av Frederiksborgs orgelbyggeri i Hillerød, Danmark. Orgeln är mekanisk.

| Ryggpositiv I  | Svällverk II      | Pedal      | Koppel |
| Rörflöjt 8'    | Gedakt 8'         | Subbas 16' | I/P    |
| Principal 4'   | Fugara 8'         | Oktava 8'  | II/P   |
| Waldflöjt 2'   | Rörflöjt 4'       |            | II/I   |
| Scharff 2 chor | Principal 2'      |            |        |
|                | Nasat 1 1/3'      |            |        |
|                | Crescendosvällare |            |        |

## Bildgalleri

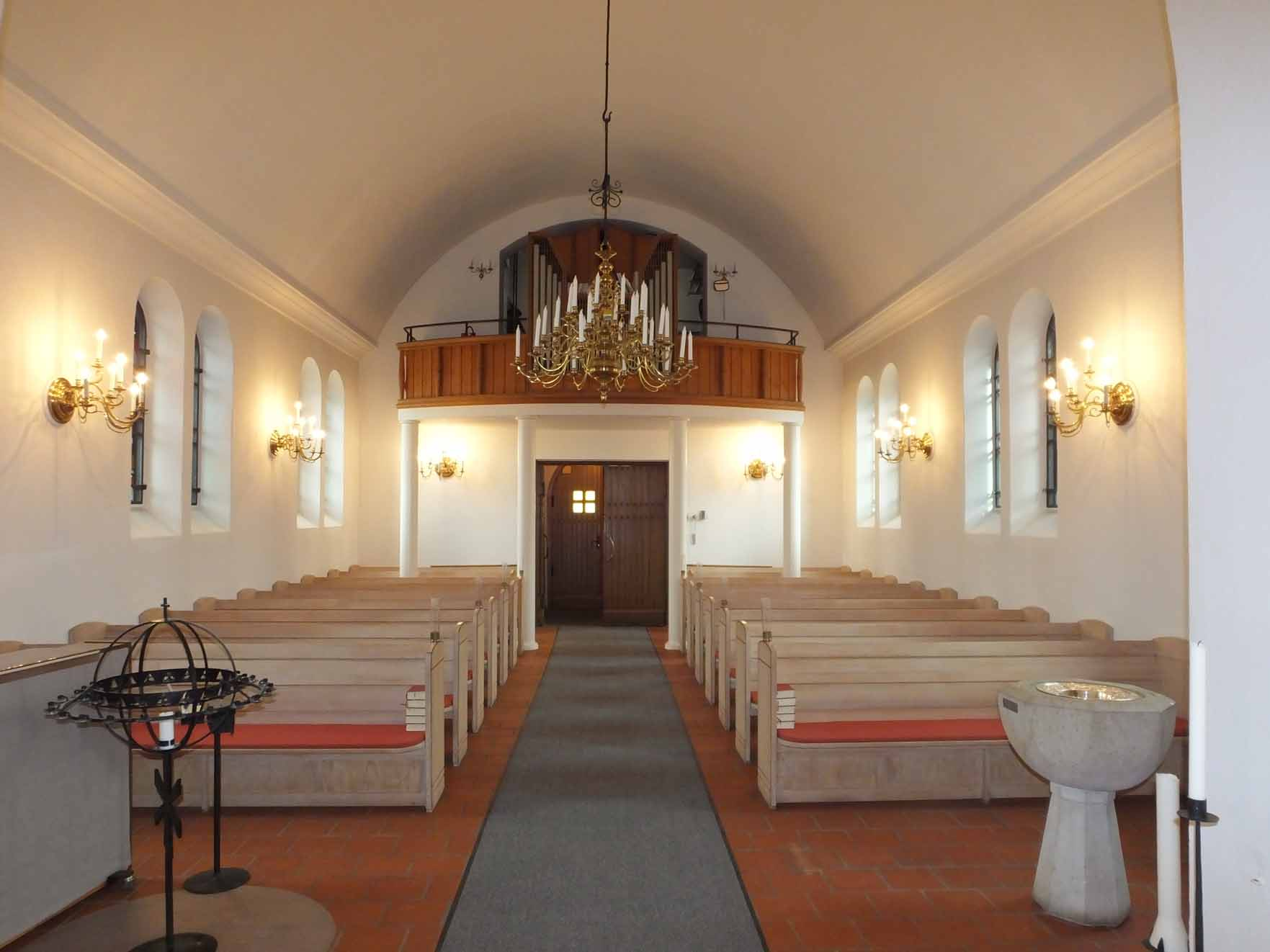
Kyrkorum mot ingång
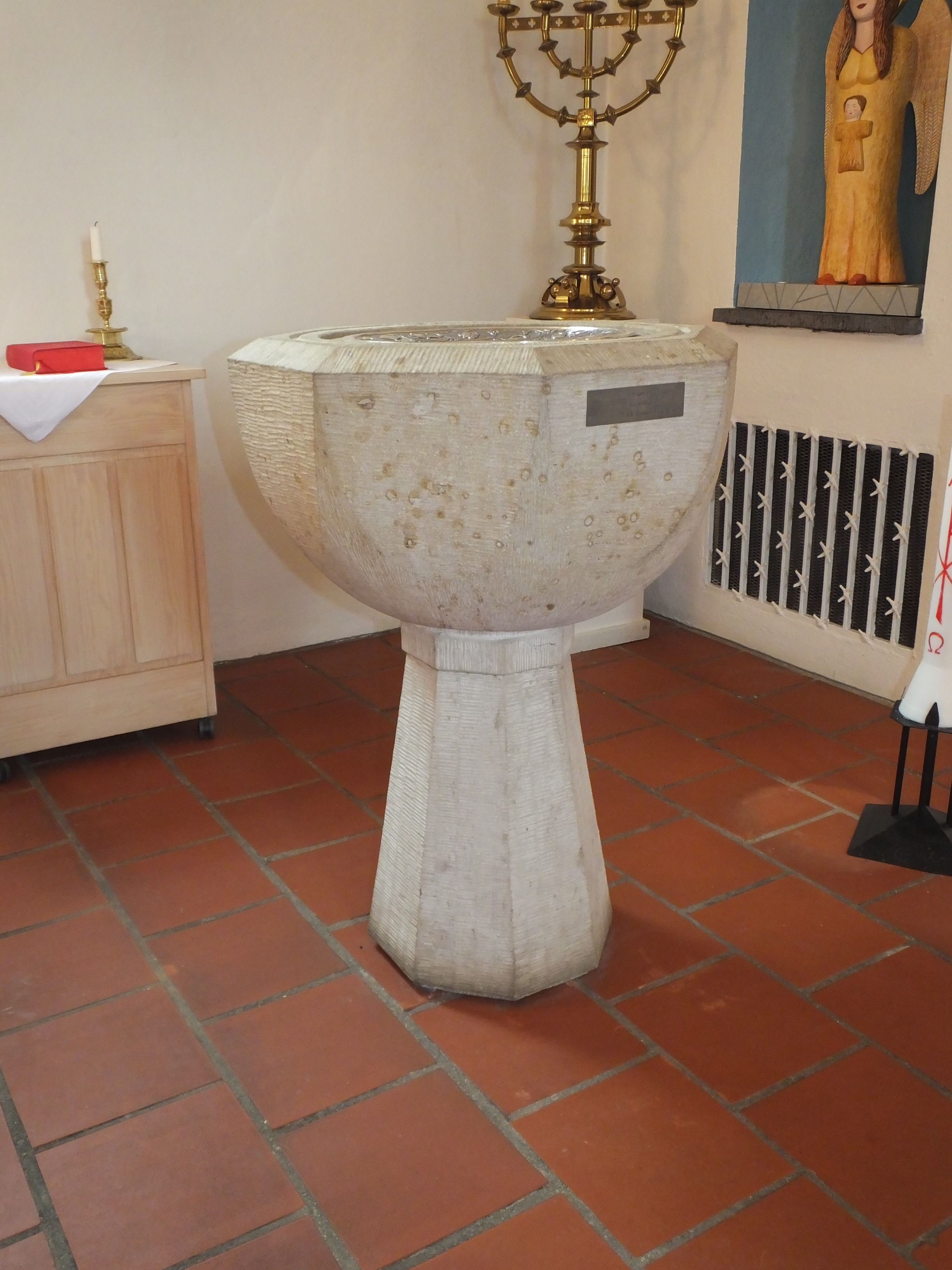
Dopfunt
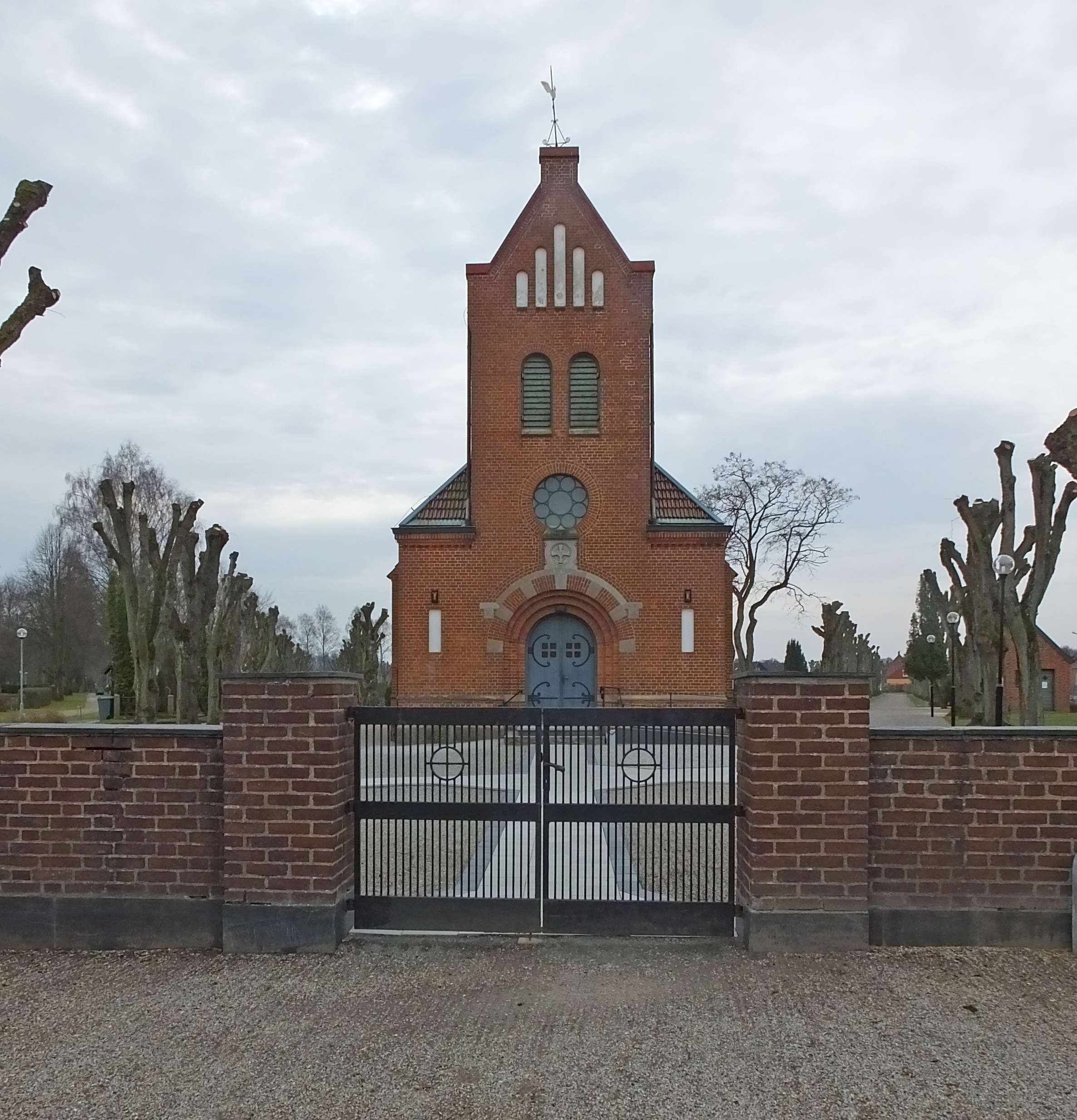
Ingång till kyrkogården
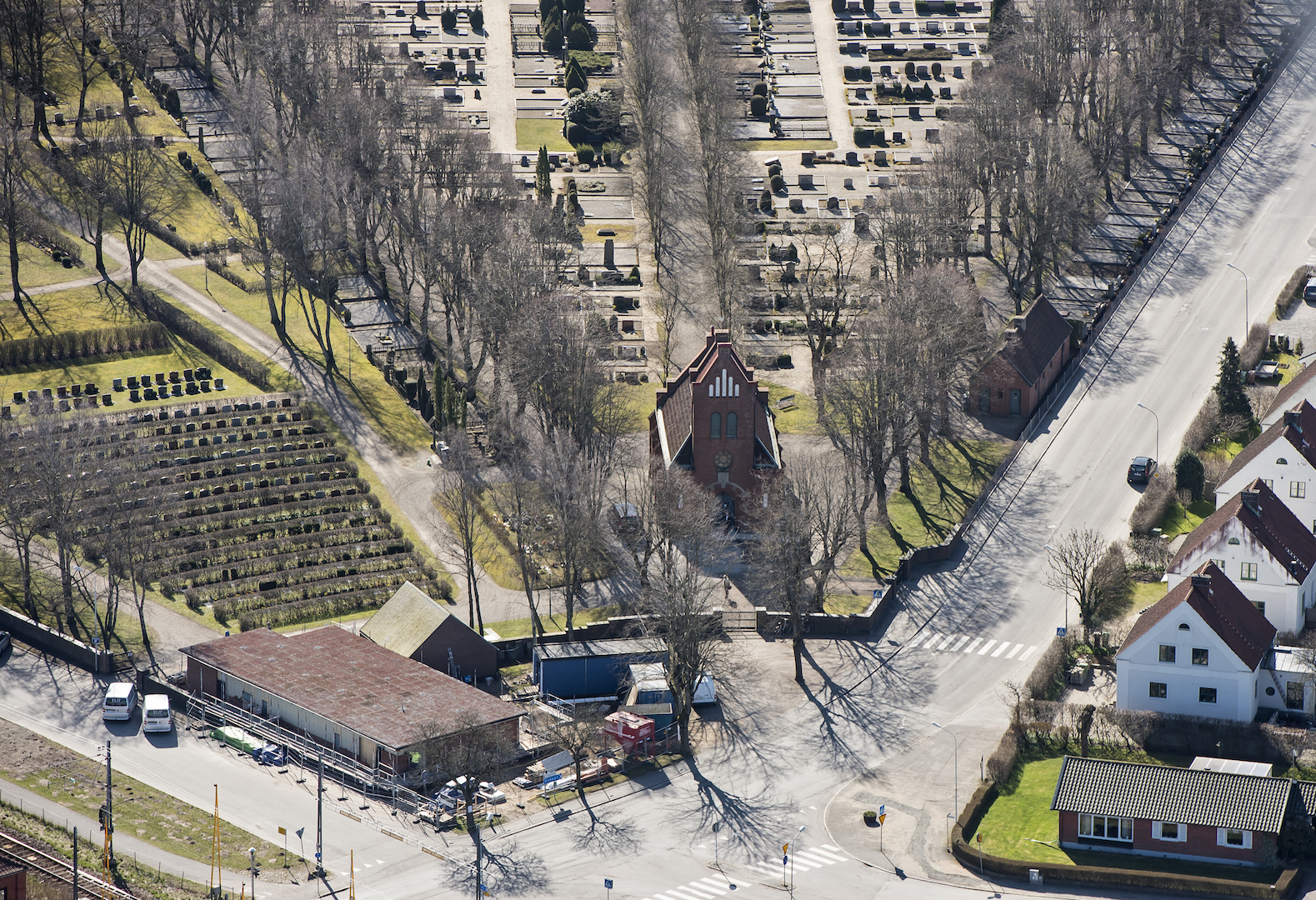
Flygvy